# Grande Rock
Grande Rock från 1999 är det tredje albumet med svenska rockgruppen The Hellacopters. Det nådde tionde plats på den svenska albumlistan. Skivan var länge den enda Hellacoptersskivan som saknades på Spotify men anlände äntligen 2021-10-22.

## Låtlista
1. "Action de Grâce" - 2:17
2. "Alright Already Now" - 2:56
3. "Move Right Out of Here" - 2:09
4. "Welcome to Hell" - 5:20
5. "The Electric Index Eel" - 1:52
6. "Paul Stanley" - 2:02
7. "The Devil Stole the Beat from the Lord" - 3:55
8. "Dogday Mornings" - 3:20
9. "Venus in Force" - 3:00
10. "5 vs. 7" - 5:40
11. "Lonely" - 3:08
12. "Renvoyer" - 2:22

Vinylutgåvan innehåller dessutom Venom-covern "Angel Dust" som spår nummer 7.

## Medverkande
- Nick Royale: gitarr, sång, percussion
- Lee Fett: gitarr
- Kenny: bas
- Robert: trummor
- Boba Fett: piano, orgel
- Zqaty: percussion
- Pike McWalleye: akustisk gitarr, bakgrundssång
- Matt McHellburger: harpa, bakgrundssång, sång på "Lonely"
- Odd De Colonge: "spoken word"